# Rick Rude
Richard Erwin Rood (7. december 1958 – 20. april 1999), bedre kendt under ringnavnet "Ravishing" Rick Rude, var en amerikansk wrestler, der er kendt for at have wrestlet for World Championship Wrestling, Extreme Championship Wrestling og World Wrestling Federation i 1980'erne og 1990'erne. I løbet af sin karriere vandt han mange forskellige titler, bl.a WCW International World Heavyweight Championship tre gange og WWF Intercontinental Championship. 
I en VM-titelkamp mod Sting i WCW i 1994 blev han dog skadet i nakken og måtte indstille karrieren. I 1999 begyndte han at træne igen i håbet om at kunne gøre comeback i WCW, men han døde efter et hjerteanfald i april 1999 som følge af en overdosis og brugen af anabolske steorider. 